# 莫尔费
莫尔费（法語：Molphey，法語發音：[mɔlfɛ]）是法国科多尔省的一个市镇，位于该省西部，属于蒙巴尔区。

## 地理
莫尔费（47°20'40"N, 4°12'38"E）面积7.58 平方千米，位于法国勃艮第-弗朗什-孔泰大區科多尔省，该省份为法国中东部省份，北起奥布省，西接涅夫勒省和约讷省，南至索恩-卢瓦尔省，东南接汝拉省，东临上索恩省，东北部与上马恩省接壤。
与莫尔费接壤的市镇（或旧市镇、城区）包括：拉库尔达尔瑟奈、拉罗什昂布勒尼勒、圣迪迪耶、欧苏瓦地区蒙莱。
莫尔费的时区为UTC+01:00、UTC+02:00（夏令时）。

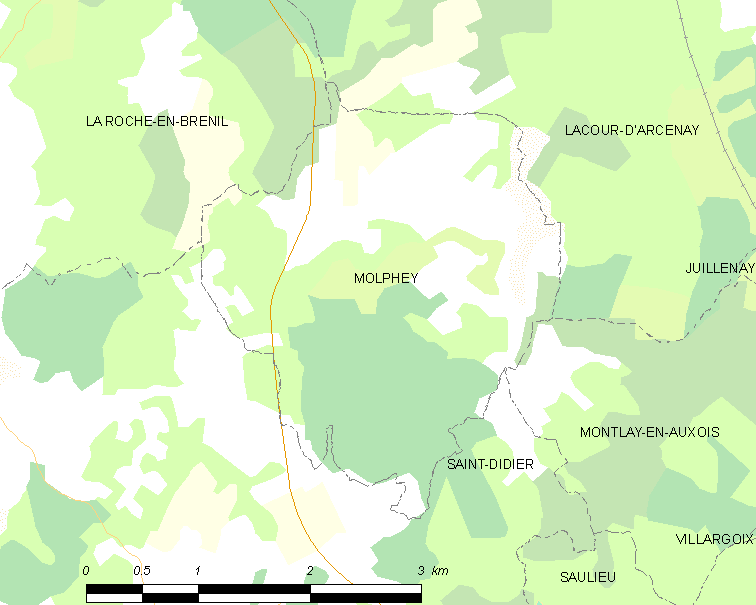
莫尔费的OSM定位图

## 行政
莫尔费的邮政编码为21210，INSEE市镇编码为21422。

## 政治
莫尔费所属的省级选区为欧苏瓦地区瑟米尔县。

## 交通
科多尔省省道D108线和D906线在莫尔费西侧交汇。

## 人口

1962-2008年间莫尔费人口变化图示

莫尔费于2022年1月1日时的人口数量为130人。